# ألكسندر إتش لايتون
ألكسندر إتش لايتون (بالإنجليزية: Alexander H. Leighton)‏ هو طبيب نفسي أمريكي، ولد في 17 يوليو 1908 في فيلادلفيا في الولايات المتحدة، وتوفي في 11 أغسطس 2007 في ديغبي، نوفا سكوتيا ‏ في كندا.